# جيوفري ويلسون
جيوفري ويلسون (بالإنجليزية: Geoffrey Plumpton Wilson)‏ (21 فبراير 1878 - 30 يوليو 1934) هو لاعب كريكت ولاعب كرة قدم بريطاني (وحمل سابقاً جنسية المملكة المتحدة لبريطانيا العظمى وأيرلندا) في مركز الهجوم. لعب مع نادي ساوثهامبتون.

## وصلات خارجية
- جيوفري ويلسون على موقع قاعدة بيانات كرة القدم.إي يو (الإنجليزية)
- جيوفري ويلسون على موقع ناشيونال فوتبول تيمز (الإنجليزية)